# 1272
Високе Середньовіччя •  Реконкіста •  Хрестові походи •  Монгольська імперія

## Геополітична ситуація
Михайло VIII Палеолог є імператором Візантійської імперії (до 1282). У Священній Римській імперії триває період міжцарства (до 1273). У Франції править Філіп III Сміливий (до 1285).
Апеннінський півострів розділений: північ належить Священній Римській імперії, середню частину займає Папська область, південь належить Сицилійському королівству. Деякі міста півночі: Венеція, Піза, Генуя тощо, мають статус міст-республік.
Майже весь Піренейський півострів займають християнські Кастилія, Леон (Астурія, Галісія), Наварра, Арагонське королівство (Арагон, Барселона) та Португалія, під владою маврів залишилися тільки землі на самому півдні. Едуард I Довгоногий став королем Англії (до 1307), а королем Данії є Ерік V (до 1286).
Король Русі Лев Данилович править у Києві та Галичі (до 1301), Роман Михайлович Старий — у Чернігові (до 1288). На чолі королівства Угорщина став Ласло IV Кун (до 1290). У Кракові княжить Болеслав V Сором'язливий (до 1279).
Монгольська імперія займає більшу частину Азії. У північному Китаї править монгольська династія Юань, на півдні династія Сун усе ще чинить опір завойовникам. У Єгипті правлять мамлюки. Невеликі території на Близькому Сході утримують хрестоносці. Мариніди почали правити в Магрибі. Делійський султанат є наймогутнішою державою Північної Індії, а на півдні Індії домінує Чола. В Японії триває період Камакура.
Цивілізація мая переживає посткласичний період. Почала зароджуватися цивілізація ацтеків.

## Події
- Лев Данилович зробив місто Львів своєю столицею.
- Василь Ярославич Костромський почав княжити у Володимиро-Суздальському князівстві.
- Королем Угорщини став десятирічний Ласло IV Кун. Наслідком слабкої влади стали війни між магнатами.
- Після смерті Генріха III Королівство Англія успадкував Едуард I Довгоногий. На час смерті батька новий король ще перебував у Палестині в хрестовому поході.
- Хрестоносці Дев'ятого хрестового походу уклали мир на 10 років з єгипетським султаном Бейбарсом.
- Сицилійський король Карл I Анжуйський захопив Дуррес і проголосив себе королем Албанії.
- Пржемисл Отакар II висунув свою кандидатуру на короля Німеччини.
- Завершено компіляцію альфонсинських астрономічних таблиць.
- Буга-Тимур став ханом Чагатайського улусу.
- Ільхан Абака напав на Чагатайський улус, розграбував Ургенч, Хіву та Бухару.

## Померли
- 6 серпня — Стефан V Арпад, король Угорщини.
- 16 листопада — Генріх III, король Англії з 1216 року.